# Ephippigerida
Ephippigerida is een geslacht van rechtvleugeligen uit de familie van de sabelsprinkhanen (Tettigoniidae). De wetenschappelijke naam van dit geslacht is voor het eerst voorgesteld door Ignacio Bolívar in een publicatie uit 1903. De soorten in dit geslacht komen alleen op het Iberisch schiereiland voor.

## Soorten
Het geslacht Ephippigerida omvat de volgende soorten:

### OndergeslachtEphippigerida
- Ephippigerida areolaria (Bolívar, 1877)
- Ephippigerida asella Navás, 1907
- Ephippigerida carinata (Bolívar, 1877)
- Ephippigerida diluta (Bolívar, 1878)
- Ephippigerida fernandezi Domenech-Fernández, 2023
- Ephippigerida longicauda (Bolívar, 1873)
- Ephippigerida marceti Navás, 1907
- Ephippigerida pantingana (Navás, 1904)
- Ephippigerida rosae Barat & Correas, 2015
- Ephippigerida saussuriana (Bolívar, 1878)

### OndergeslachtLobionifera
- Ephippigerida laserena Barat & Correas, 2015

### OndergeslachtParisia
- Ephippigerida barati Domenech-Fernández, 2022